# USS Milwaukee (LCS-5)
El USS Milwaukee (LCS-5) de la Armada de los Estados Unidos es un buque de combate litoral de la clase Freedom. Fue colocada su quilla en 2011, botado en 2013 y asignado en 2015. Será descomisionado en 2023.

## Historia
Fue puesto en gradas por el Fincantieri Marinette Marine de Marinette, Wisconsin; el 27 de octubre de 2011. Fue bautizado y botado el 18 de diciembre de 2013 y fue comisionado el 21 de noviembre de 2015 en Milwaukee, Wisconsin y asignado al LCS Squadron 1 en San Diego, California.
En 2022 la marina anunció su baja en 2023 junto a todas las naves de su clase.